# いずちのの
いずちのの（[[]]5月13日 - ）は、日本のストリーマー。山口県出身。G-STAR.PRO所属。

## 略歴
2022年10月、G-STAR.PRO所属となることを報告した。

## 人物
TwitchではホラーゲームやFPSなどを中心に配信している。
趣味はスーパー巡り、サウナ、創作袋麺。
カエルが好きで、ペットとしても飼っている。

## 出演
- APEX LEGENDS ASIA FESTIVAL2023[5]